# Czesławin
Czesławin (prononciation : [t͡ʂɛˈswavin]) est un village polonais de la gmina de Błędów dans le powiat de Grójec de la voïvodie de Mazovie dans le centre-est de la Pologne.
Il se situe à environ 8 kilomètres au nord-ouest de Błędów (siège de la gmina), 18 km à l'ouest de Grójec (siège du powiat) et à 51 km au sud-ouest de Varsovie (capitale de la Pologne).

## Histoire
De 1975 à 1998, le village appartenait administrativement à la voïvodie de Radom.